# Kia Mohave
Kia Mohave (другое имя — Kia Borrego), (кор. 기아 모하비) — среднеразмерный внедорожник компании Kia Motors, выпускающийся с 2008 по 2025 годы. Впервые был представлен на автосалоне в Детройте в январе 2008 года. Дизайн Mohave, как и других автомобилей Kia, разрабатывал Петер Шрайер. Во время разработки проект носил имя HM, дизайн основан на представленном в 2005 году прототипе — KIA KCD II Mesa.
В 2011 году производство модели было прекращено, за исключением Ближнего Востока, Китая, Казахстана, Бразилии, Чили и России. В 2019 году на Сеульском автосалоне была представлено новое поколение Kia Mohave.

## Первое поколение (HM; 2008 г.)

### История производства
Серийная модель, разработанная автомобильным дизайнером Петером Шрайером, бывшим главным дизайнером Audi, была представлена на Североамериканском международном автосалоне 2008 года . Первоначально автомобиль был показан как концепт-кар под названием Kia Mesa на Североамериканском международном автосалоне 2005 года и поступил в продажу в Корее как Mohave до его выпуска в Соединённых Штатах. В США производство Borrego в 2010 модельном году было приостановлено без каких-либо сведений о его возвращении или отмене после меньших, чем ожидалось, продаж в 2009 году. Kia, однако, все ещё продолжала продавать Borrego в Канаде, то есть Borrego было названием только для Канады в 2010—2011 годах. Корейские версии Mohave не имеют значков Kia, вместо этого используется версия логотипа Kia Opirus из-за их статуса флагманских моделей Kia.
По состоянию на 28 октября 2011 года производство модели было прекращено, и Sorento стал его преемником, за исключением Ближнего Востока, Китая, Казахстана, Бразилии, Чили и России. Позже он был исключен с рынков Китая и Бразилии.

### Технические подробности
В Borrego использовалась конструкция кузова на раме с регулируемой пневматической подвеской, системой контроля спуска с холма и автоматической коробкой передач с повышенным и пониженным диапазоном . Borrego имеет три стандартных ряда сидений в США. Borrego оснащен либо 3,0-литровым дизельным двигателем VGT V6 (в 2010 году), Lambda II 3,8-литрового двигателя V6 мощностью 206 кВт (276 л. с.) второго поколения, либо 4,6-литровым двигателем V8 Hyundai Tau . Tau V8 настроен на меньшую мощность, но больший крутящий момент, чем седан Hyundai Genesis, и развивает мощность 269 кВт (361 л. с.). V8 имеет буксировочную способность 3400 кг (7500 фунтов), а V6 — 2300 кг (5000 фунтов). В качестве опции была доступна навигационная система. В 2011 году был представлен модернизированный пакет двигателя и трансмиссии, включающий обновленный двигатель S-Line 3,0 л V6 CRDi (теперь названный S-II) в сочетании с совершенно новой восьмиступенчатой автоматической коробкой передач от Hyundai Powertech (совместно с полноразмерной задней частью Hyundai-Kia).

### Северная Америка

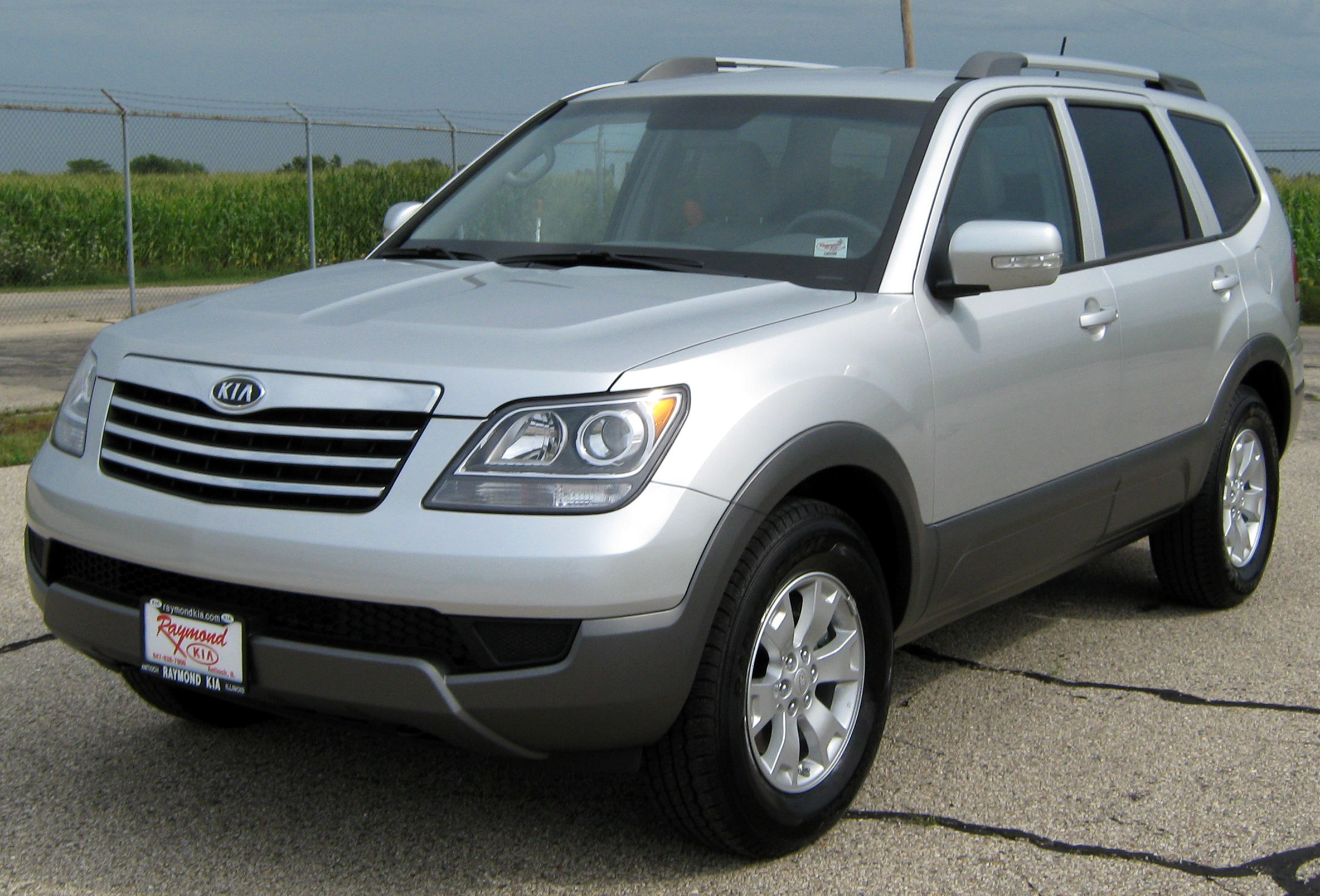
2009 Kia Borrego LX спереди

Kia Borrego был представлен как самый большой внедорожник в линейке автомобилей Kia в США в июле 2008 года в качестве модели 2009 года. Модельный ряд Borrego в США был следующим:
LX был базовым Kia Borrego, хотя и был очень хорошо оборудован для своей базовой цены в 26 245 долларов . Он включал в себя такие функции, как: тканевая обивка, вход без ключа, стереосистема AM / FM с однодисковым CD / MP3-плеером, USB / iPod, а также дополнительные аудиовходы и спутниковое радио SiriusXM, шесть динамиков, кондиционер, легкосплавные диски и двигатель 3.8. Двигатель L V6 с автоматической коробкой передач. Такие функции, как двигатель V8 Tau объёмом 4,6 л, были необязательными.

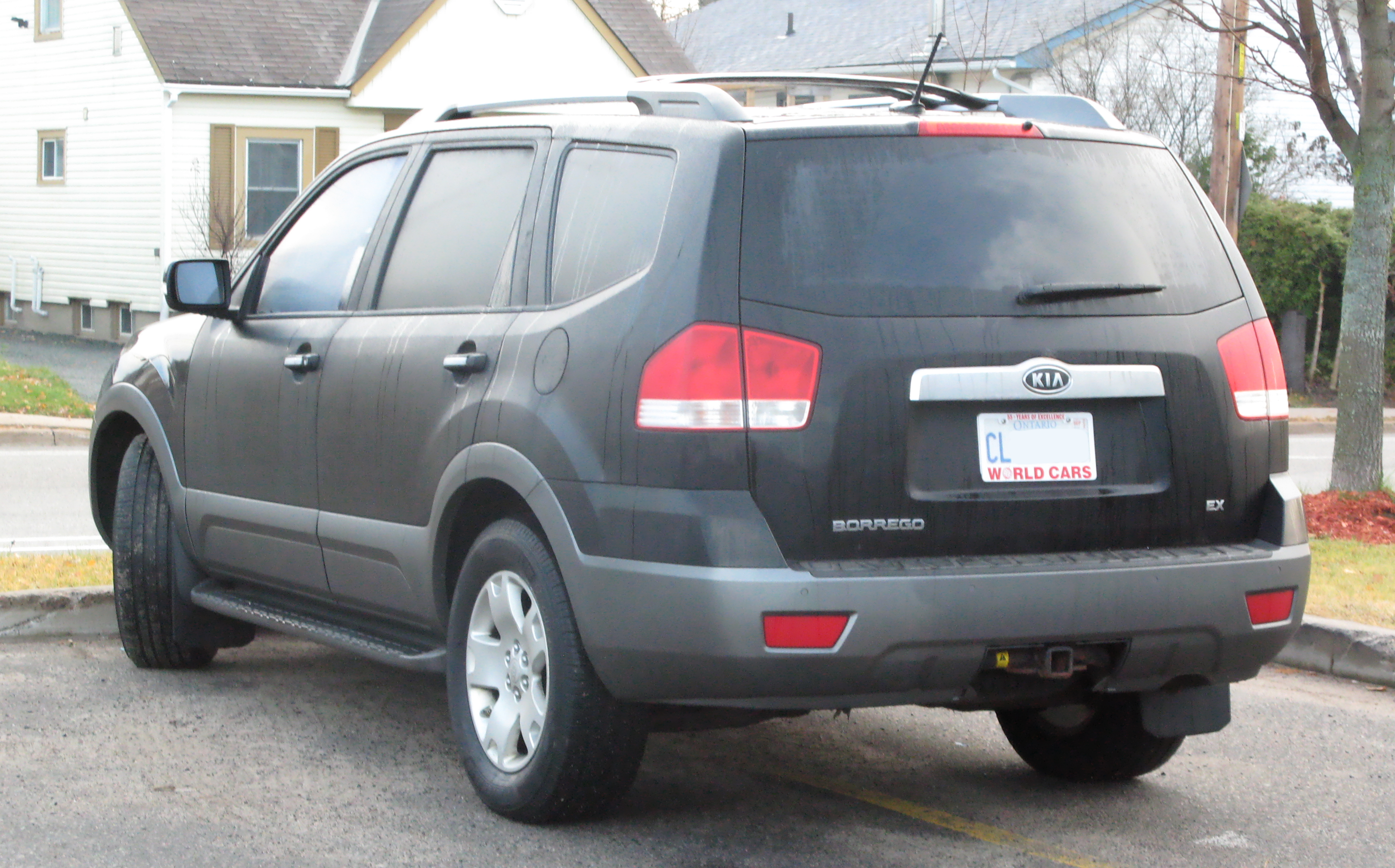
2009 Kia Borrego EX сзади

EX представлял собой более совершенную версию Kia Borrego, имел базовую цену в 27 995 долларов и имел дополнительные функции, такие как: стереосистема AM/FM со встроенным в приборную панель CD/MP3-чейнджером на шесть дисков, разъемами USB/iPod и дополнительными аудиовходами и спутниковое радио SiriusXM, аудиосистема премиум-класса Infinity с внешним усилителем и задним сабвуфером, люком с электроприводом и двухзонным климат-контролем. Такие функции, как двойные передние ковшеобразные сиденья с подогревом и двигатель V8 Tau объёмом 4,6 л, были дополнительными.
Limited была топовой версией Kia Borrego, имела базовую рекомендованную розничную цену в 37 995 долларов и имела такие дополнительные функции, как: стандартный двигатель V8 Tau объёмом 4,6 л, кожаные сиденья, двойные передние ковшеобразные сиденья с электроприводом, модернизированные легкосплавные диски . , двойные передние ковшеобразные сиденья с подогревом, опциональная GPS-навигация с сенсорным экраном и распознаванием голоса, а также передатчик Homelink. Bluetooth и беспроводная потоковая передача стереозвука были дополнительными для всех моделей.
2009 год был единственным модельным годом для Borrego в США. После неудачных продаж в США в 2009 году выпуск Kia Borrego был прекращен, а его замена, совершенно новый Kia Sorento второго поколения 2011 года, начал производство в Вест-Пойнте, штат Джорджия. в 2010 году. Хотя он не имел двигателя V8 (вместо этого предлагались совершенно новые рядные четырёхцилиндровые двигатели (I4) и V6, он предлагал все функции, которые были у Kia Borrego, включая новый вариант сидений третьего ряда для всех моделей. кроме базовой модели.
Из-за роста цен на нефть в то время 4,6-литровый Tau V8 был исключен из ассортимента на других рынках.

### Рестайлинг (2016)

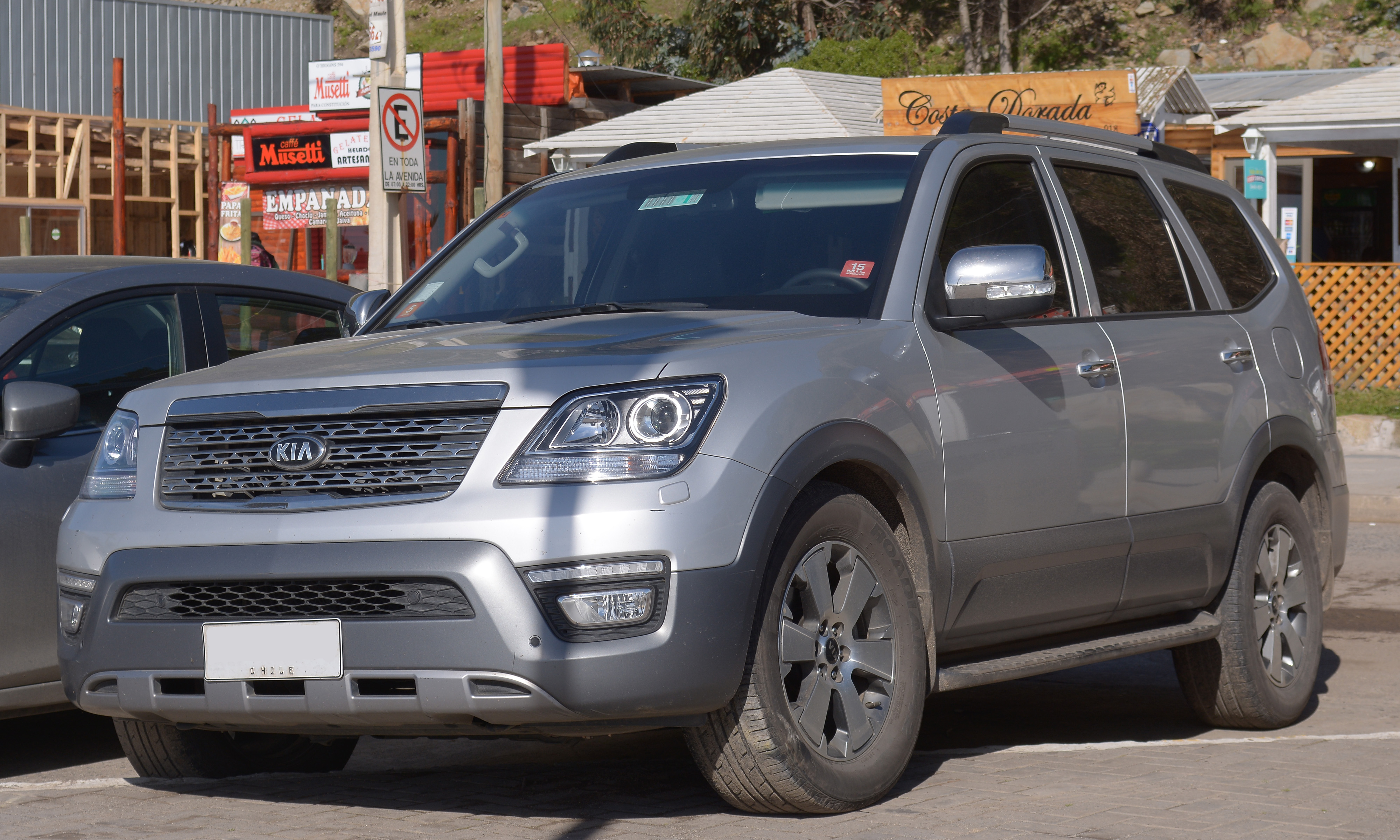
Рестайлинг 2016

Рестайлинг Mohave был запущен в начале 2016 года. Изменения включают повышение безопасности, а также обновления пакетов внутренней и внешней отделки. Новые функции, такие как система предупреждения о движении сзади, система предупреждения о выходе из полосы движения, система предупреждения о столкновении вперед, система кругового обзора, дневные ходовые огни, HID-фары, светодиодные задние фонари и противотуманные фары. S-Line V6 получил незначительное обновление, включив в него систему SCR (система выборочной каталитической нейтрализации), чтобы соответствовать строгим стандартам выбросов дизельных двигателей EURO6 .

### FCEV Concept
Kia Borrego FCEV — концепт-кар, произведенный Hyundai-Kia и впервые показанный на автосалоне в Лос-Анджелесе в 2008 году . Концепция была основана на серийном Borrego до рестайлинга и включает топливный элемент мощностью 154 л.с, сопутствующий суперконденсатор на 134 л. с. и электрический двигатель мощностью 146 л. с.. двигатель вращается через передние колеса. Borrego FCEV имеет запас хода 820 км и может запускаться при температуре −30 °C. Ограниченное внедрение было запланировано на период с 2010 по 2012 год в рамках программы испытаний Kia.

## Второе поколение (HM2; 2019)

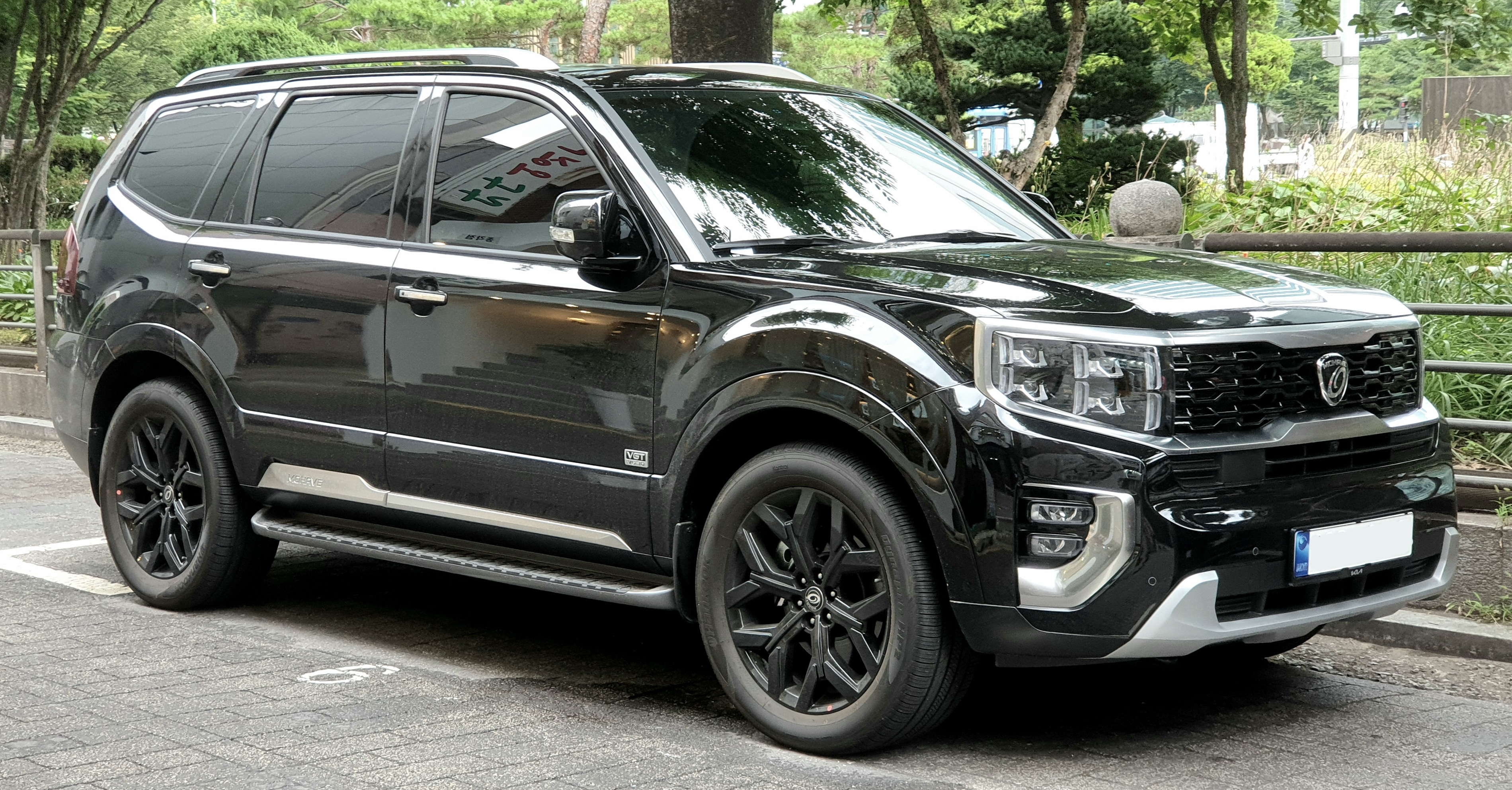
2 поколение (2019)

Второе поколение Mohave, представленное на Сеульском автосалоне 2019 года как Masterpiece Concept , было выпущено в сентябре 2019 года для модели 2020 года. Второе поколение, доступное в настоящее время на корейском рынке, по сути представляет собой огромный рестайлинг, призванный привести Mohave в соответствие с текущей линейкой продуктов Kia. Сохранив исходное рамное шасси, а также улучшенный двигатель S-II и пакет трансмиссии от предыдущей модели, последняя итерация обладает такими преимуществами, как полностью переработанный интерьер, проекционный дисплей, полностью светодиодные фары и светодиодные задние фонари, электрическая задняя дверь, аудиосистема премиум-класса Lexicon и возможность выбора до шести режимов движения (Снег, Грязь, Песок, Спорт, Эко и Комфорт). В 2024 году Kia Mohave снимают с производства в Европе и Америке. В странах Ближнего Востока Mohave ещё выпускается

## Награды
- Kia Borrego (Kia Mohave) был выбран «Самым сокровенным секретом» по версии Autobytel.com.
- Kia Borrego получил награду «Лучший в своем классе внедорожник стоимостью 25 000-35 000 долларов» в рамках конкурса Winter Vehicle Awards 2009, проводимого Ассоциацией автомобильной прессы Новой Англии (NEMPA).
- Kia Borrego был назван внедорожником с самым высоким рейтингом стоимостью от 25 000 до 35 000 долларов США по версии Edmunds.com Consumers 'Top Rated Vehicle Awards в США. Borrego заслужил высокие оценки потребителей за свою отличную стоимость, а также впечатляющую мощность и тяговую способность, внутреннее пространство, обзорность, экономию топлива и обширный список стандартных функций.

## Продажи
| Год      | Южная Корея |
| -------- | ----------- |
| 2009 год | 6,420       |
| 2010 год | 5,651       |
| 2011 год | 7,656       |
| 2012 год | 7,360       |
| 2013     | 9,012       |
| 2014 год | 10 581      |
| 2015 год | 8,673       |
| 2016 год | 15 059      |
| 2017 год | 15 205      |
| 2018 год | 7,837       |
| 2019 год | 9,238       |
| 2020 год | 655         |
| 2021 год | 1404        |
| 2022 год | 11 633      |
| 2023 год | 5020        |

## Двигатели

### Первое поколение (HM 2008)
- 3,0-литровый дизель V6 мощностью 250 л. с. (в спецификации для российского рынка)
- 3,8-литровый бензиновый мотор V6 мощностью на 275 л. с. (продажи данной версии в России прекращены в 2015 году)
- 4,6-литровый бензиновый мотор V8 Tau мощностью 330 л. с. (выпускался на внутреннем корейском рынке и в США до 2011 года)

### Второе поколение (HM2 2019)
- 3,0-литровый дизель V6 мощностью 250 л. с. (для российского рынка)